# Marty Turco
Marty Turco, född 13 augusti, 1975 i Sault Ste. Marie, Ontario, Kanada, är en kanadensisk före detta professionell ishockeymålvakt. Turco spelade under sin aktiva karriär över 10 säsonger NHL för lagen Dallas Stars, Chicago Blackhawks och Boston Bruins.
Turco bevisade under sina år i NHL att han var en av de absolut bästa målvakterna i ligan. Han hade en räddningsprocent på dryga 90% i ett flertal säsonger, och han har blivit tilldelad priset Roger Crozier Saving Grace Award 2001 och 2003 för den högsta räddningsprocenten av alla målvakter i NHL.
Turco spelade för Djurgårdens IF under NHL-strejken 2004–05.

## Statistik
M = Matcher, V = Vinster, F = Förluster, O = Oavgjorda, ÖTF = Förluster på övertid, MIN = Spelade minuter, IM = Insläppta Mål, N = Nollor, GIM = Genomsnitt insläppta mål per match, R% = Räddningsprocent

### Grundserie
| Säsong      | Lag                  | Liga        | M   | V   | F   | O  | ÖTF | MIN    | IM   | N  | GIM  | R%   |
| ----------- | -------------------- | ----------- | --- | --- | --- | -- | --- | ------ | ---- | -- | ---- | ---- |
| 1994–95     | Michigan Wolverines  | CCHA        | 37  | 27  | 7   | 1  | –   | 2063   | 95   | 1  | 2.76 | –    |
| 1995–96     | Michigan Wolverines  | CCHA        | 42  | 34  | 7   | 1  | –   | 2335   | 84   | 5  | 2.16 | –    |
| 1996–97     | Michigan Wolverines  | CCHA        | 41  | 33  | 4   | 4  | –   | 2296   | 87   | 4  | 2.27 | .893 |
| 1997–98     | Michigan Wolverines  | CCHA        | 45  | 33  | 10  | 1  | –   | 2639   | 95   | 4  | 2.16 | .887 |
| 1998–99     | Michigan K-Wings     | IHL         | 54  | 24  | 17  | 10 | –   | 3127   | 136  | 1  | 2.61 | .899 |
| 1999–00     | Michigan K-Wings     | IHL         | 60  | 23  | 27  | 7  | –   | 3399   | 139  | 7  | 2.45 | .901 |
| 2000–01     | Dallas Stars         | NHL         | 26  | 13  | 6   | 1  | –   | 1266   | 40   | 3  | 1.90 | .925 |
| 2001–02     | Dallas Stars         | NHL         | 31  | 15  | 6   | 2  | –   | 1519   | 53   | 2  | 2.09 | .921 |
| 2002–03     | Dallas Stars         | NHL         | 55  | 31  | 10  | 10 | –   | 3203   | 92   | 7  | 1.72 | .932 |
| 2003–04     | Dallas Stars         | NHL         | 73  | 37  | 21  | 13 | –   | 4359   | 144  | 9  | 1.98 | .913 |
| 2004–05     | Djurgårdens IF       | Elitserien  | 6   | –   | –   | –  | –   | 356    | 12   | 1  | 2.02 | .932 |
| 2005–06     | Dallas Stars         | NHL         | 68  | 41  | 19  | –  | 5   | 3910   | 166  | 3  | 2.55 | .898 |
| 2006–07     | Dallas Stars         | NHL         | 67  | 38  | 20  | –  | 5   | 3763   | 140  | 6  | 2.23 | .910 |
| 2007–08     | Dallas Stars         | NHL         | 62  | 32  | 21  | –  | 6   | 3628   | 140  | 3  | 2.31 | .909 |
| 2008–09     | Dallas Stars         | NHL         | 74  | 33  | 31  | –  | 10  | 4327   | 203  | 3  | 2.81 | .898 |
| 2009–10     | Dallas Stars         | NHL         | 53  | 22  | 20  | –  | 11  | 3008   | 140  | 4  | 2.72 | .913 |
| 2010–11     | Chicago Blackhawks   | NHL         | 29  | 11  | 11  | –  | 3   | 1631   | 82   | 1  | 3.02 | .897 |
| 2011–12     | EC Red Bull Salzburg | EBEL        | 4   | –   | –   | –  | –   | –      | –    | –  | 2.64 | .934 |
| 2011–12     | Boston Bruins        | NHL         | 5   | 2   | 2   | —  | 0   | 261    | 16   | 0  | 3.68 | .855 |
| NHL totalt  | NHL totalt           | NHL totalt  | 543 | 275 | 167 | 26 | 40  | 30,955 | 1216 | 41 | 2.36 | .910 |
| CCHA totalt | CCHA totalt          | CCHA totalt | 165 | 127 | 28  | 17 | –   | 9333   | 361  | 14 | 2.18 | –    |
| IHL totalt  | IHL totalt           | IHL totalt  | 114 | 47  | 44  | 17 | –   | 6526   | 275  | 8  | 2.53 | .918 |

- Statistik från  5 mars , 2012